# Gabby Duran & the Unsittables
Gabby Duran & the Unsittables (Gabby Duran: Niñera de aliens en Hispanoamérica y Gabby Duran: Alien total en España) es una serie de televisión estadounidense de comedia que fue estrenada en Disney Channel el 11 de octubre de 2019. Basada en la novela Gabby Duran and the Unsittables de Elise Allen y Daryle Conners, es protagonizada por Kylie Cantrall, Nathan Lovejoy, Coco Christo, Maxwell Acee Donovan, Callan Farris, y Valery Ortiz.
En Latinoamérica se dio un vistazo el 29 de diciembre de 2019 y se estrenó el 10 de febrero de 2020. En España se estrenó el 13 de abril de 2020.
El 4 de junio de 2021, Estados Unidos estrenó la segunda temporada. En Latinoamérica, se preestrenó el primer episodio el 18 de septiembre de 2021 y la segunda temporada se estrenó oficialmente el 20 de septiembre de 2021. En España, se estrenó el 23 de agosto de 2021.

## Premisa
Después de vivir a la sombra de su exitosa madre y su inteligente hermana menor, incluso cuando se mudan a Havensburg, Colorado, Gabby Duran encuentra su momento para brillar cuando consigue un trabajo del Director Swift para cuidar a un grupo rebelde de niños extraterrestres que se han estado escondiendo en la Tierra disfrazada de humanos. Gabby asume ingeniosamente y sin miedo el desafío de proteger a los niños y sus identidades secretas.

## Reparto y personajes
- Kylie Cantrall como Gabby Duran, una ingeniosa y valiente niña de 13 años que finalmente consigue su momento para brillar después de conseguir un trabajo para cuidar niños extraterrestres.
- Maxwell Acee Donovan como Wesley, el mejor amigo de Gabby y teórico de la conspiración. Él ayuda a compartir el secreto del trabajo de niñera de Gabby a partir de "Wesley y el Fischman".
- Callan Farris como Jeremy, un alienígena que cambia de forma llamado Gor-Monite del planeta Gor-Monia y la primera asignación de cuidado de niños de Gabby que es el heredero del trono de Gor-Monia. Farris también expresa la forma Gor-Monite de Jeremy.
- Coco Christo como Olivia Duran (A veces llamada Liv), la pequeña hermana de Gabby. Ella se entera del trabajo de niñera de Gabby en torno a "Wesley Jr." y "The Note", donde consideraba a los extraterrestres peligrosos hasta que conoció a Jeremy.
- Valery Ortiz como Dina Duran, la madre solícita y profesional de Gabby que trabaja como reportera de noticias en el Canal 6
- Nathan Lovejoy como Director Swift, el director de Havensburg Junior High, un Gor-Monite, y el tío de Jeremy que recluta a Gabby para cuidar a Jeremy y algunos niños extraterrestres. Lovejoy también expresa la forma Gor-Monite de Swift.

## Producción
El 3 de agosto de 2018, Disney Channel dio luz verde a la serie de comedia de ciencia ficción como un pedido directo a la serie, con la producción en marcha en Vancouver, Canadá, para su estreno en 2019. Mike Alber y Gabe Snyder de Kirby Buckets se desempeñan como showrunners y productores ejecutivos. Joe Nussbaum de Just Add Magic también se desempeña como productor ejecutivo. Nzingha Stewart de Grey's Anatomy dirige el primer episodio. El 2 de agosto de 2019, se reveló que la serie se estrenaría en octubre de 2019. El 29 de agosto de 2019, Disney Channel anunció una fecha exacta de estreno el 11 de octubre de 2019. La serie es una producción de Gabby Productions, Ltd. El 7 de octubre de 2019, se anunció que Disney Channel renovó la serie para una segunda temporada antes de su estreno. La segunda temporada se estrenó el 4 de junio de 2021. El 6 de diciembre de 2021 se anunció que la serie fue cancelada después de dos temporadas.

## Episodios
| Temporada | Temporada | Episodios | Episodios | Emisión original                                                 | Emisión original                                                |
| Temporada | Temporada | Episodios | Episodios | Primera emisión                                                  | Última emisión                                                  |
| --------- | --------- | --------- | --------- | ---------------------------------------------------------------- | --------------------------------------------------------------- |
|           | 1         | 20        | 20        | 11 de octubre de 2019 10 de febrero de 2020 13 de abril de 2020  | 20 de marzo de 2020 29 de enero de 202 17 de marzo de 2021      |
|           | 2         | 21        | 21        | 4 de junio de 2021 18 de septiembre de 2021 23 de agosto de 2021 | 26 de noviembre de 2021 6 de mayo de 2022 11 de febrero de 2022 |